# Tillandsia propagulifera
Tillandsia propagulifera es una especie de planta epífita dentro del género  Tillandsia. Es originaria de Perú, donde se distribuye por el Distrito de El Milagro en las orillas del Río Utcubamba, a una altitud de 450 metros.  

## Taxonomía
Tillandsia propagulifera fue descrita por  Werner Rauh y publicado en Tropische und Subtropische Pflanzenwelt 1973(3): 10, f. 4–6. 1973.
Etimología
Tillandsia: nombre genérico que fue nombrado por Carlos Linneo en 1738 en honor al médico y botánico finlandés Dr. Elias Tillandz (originalmente Tillander) (1640-1693).
propagulifera: epíteto latíno